# Centrální banka Ázerbájdžánské republiky
Centrální banka Ázerbájdžánské republiky (ázerbájdžánsky Azərbaycan Respublikasının Mərkəzi Bankı) je centrální banka v Ázerbájdžánu. Sídlí v ázerbájdžánském hlavním městě Baku.
Byla založena po rozpadu Sovětského svazu, po kterém získala Ázerbájdžánská sovětská socialistická republika nezávislost jako Ázerbájdžán. Za datum založení je pokládán 11. únor 1992 a od 15. srpna 1992 vydává banka místní měnu, ázerbájdžánský manat.